# Laffly S20TL
Il Laffly S20TL era un veicolo militare su telaio a sei ruote motrici prodotto dalla francese Laffly. I diversi allestimenti furono usati dall'Esercito francese e dalla Wehrmacht durante la seconda guerra mondiale.

## Storia

### Requisito
Quando nel 1932 l'Armée de terre formò in seno alla cavalleria francese le nuove divisioni leggere meccanizzate (Division légère mécanique o DLM), emerse il requisito per un veicolo ad alta mobilità per il trasporto di un plotone di 10 chasseurs portés e dragons portés, ovvero di fanti meccanizzati che avrebbero dovuto seguire e supportare i carri armati. Per i dragons portés nel 1934 venne scelto il 6×4 Lorraine 72, seguito dal Lorraine 28 nel 1937, rivelatisi però entrambi insoddisfacenti sul campo, cosicché lo stesso anno l'esercito si rivolse alla Laffly.

### Sviluppo e acquisizione
La società Laffly, originariamente produttrice di mezzi pesanti quali autocarri e autobus, negli anni venti e trenta si era specializzata nella progettazione di veicoli fuoristrada. I telai Laffly, in configurazione 6×6, si distinguevano per l'avanzato sistema di trasmissione e sospensione ed, esteticamente, per le due coppie di ruote folli, rispettivamente sotto al muso e tra il primo e il secondo asse, che favorivano il superamento degli ostacoli.
L'azienda il 24 ottobre 1935 presentò il suo S20TL, derivato dal 6×6 Laffly S15, caratterizzato da elevate prestazioni fuoristrada. Un primo lotto di 170 mezzi fu consegnato nel 1937.

### Organizzazione e impiego operativo
Un'importante innovazione introdotta dal S20TL consisteva nel fatto che lo stesso mezzo poteva trasportare tutti i differenti tipi di sezione costituenti il reggimento dragoni: ll mezzo disponeva infatti di 20 vani e casse, adeguati ad alloggiare tutti i tipi di equipaggiamento. Il S20TL poteva così trasportare e far operare:
- una sezione comando,
- una sezione fucilieri da 10 dragoni con due mitragliatrici leggere,
- una sezione mitragliatrici con 10 serventi e due mitragliatrici medie,
- una sezione mortai da 60 mm o da 81 mm con 7 serventi,
- una sezione anticarro con due Hotchkiss 25 mm Mle 1938 portee e 16 uomini, trasportata su tre S20TL[3].

Nel 1940 solo il reggimento dragoni della 1ère DLM era ancora equipaggiato con il Lorraine 28, mentre i due reggimenti della 2e DLM e della 3e DLM erano montati su S20TL. Ogni reggimento dragons portés (RDP) delle DLM era formato da tre battaglioni motorizzati (BDP), ciascuno su 5 squadroni e su 65 S20TL: i due squadroni di fucilieri disponevano di 21 mezzi ognuno, lo squadrone armi pesanti di 19 e lo squadrone comando di 4. I reggimenti di dragons portés delle divisioni leggere di cavalleria (division légère de cavalerie o DLC) erano invece montati su semicingolati Citroën-Kégresse P19, ognuno con 7 uomini.

## Tecnica
Il telaio, formato da due longheroni in acciaio profilati a U, era a due assi a trazione integrale. Le ruote anteriori, direttrici, hanno ammortizzatore elicoidale, mentre gli assi posteriori sono indipendenti, su balestre; il primo interasse era di 2.400 mm, il secondo di 1.000 mm. Una coppia di piccole ruote folli è posizionata sul muso del mezzo per meglio affrontare terrapieni e gradini; una seconda coppia è posta tra il primo e il secondo asse, sotto la cabina di guida, per aiutare il superamento di dossi. In posizione avanzata era montato il motore esacilindrico a benzina Hotchkiss 68 da 3000 cm³, erogante 68 CV a 3.200 giri/min.

## Versioni
- S20TL Voiture de Dragons Portés (S20TL VDP): versione trasporto truppe. Era carrozzata torpedo, con telonatura ripiegabile, posto di guida anteriore sinistra, una fila di sedili con accessi laterali e una vano con accesso posteriore e panche sulle fiancate. Il mezzo non era dotato di armamento proprio ma disponeva di due sostegni antiaerei, sui quali potevano essere installate le due mitragliatrici della squadra trasportata[3][4].
- S20TL Porte-canon: il pezzo anticarro standard francese Hotchkiss 25 mm Mle. 1934 era relativamente fragile e non era adatto al traino prolungato ad alte velocità. La soluzione trovata dal 3e BDP fu quella di trasportare il pezzo direttamente a bordo del S20TL, realizzando un portee rapidamente diffuso anche tra gli altri battaglioni. Il cannone poteva essere montato sia con la canna nel senso di marcia ("in caccia") che contromarcia ("in fuga"); quando montato "in caccia", obbligava l'equipaggio a viaggiare con il parabrezza abbassato. Nel 1938 la Laffly produsse 40 S20TL speciali con parabrezza separato, in modo che la sezione del conduttore potesse rimanere alzata durante la marcia[3].
- S20TL Poste de Commandement (S20TL PC): nel 1939 venne realizzata la versione Poste de Commandement, costituita da una cabinatura per posto comando-posto radio su un telaio S20TL. Il mezzo era equipaggiato con una radio ER 26ter, con portata di 60 km[3].
- S20TL Citerne tout terrain: versione da rifornimento carburanti. Venne realizzato con due tipi di cisterna, da  1.450 e da 1.900 l, sullo stesso chassis standard. Prodotto in 39 esemplari[3].
- S20TL Voitures de Sapeurs Portés: versione adattata al trasporto delle squadre motorizzate del genio militare.
- S20TL Colonies: versione adattata all'uso nelle colonie africane.
- S20TL Marine: versione adattata alle esigenze della Marine nationale.